# Frieder W. Scheller
Frieder Wolfram Scheller (* 17. August 1942 in Dresden) ist ein deutscher Chemiker und ehemaliger Professor für Analytische Biochemie an der Universität Potsdam. Seine Forschungsinteressen betreffen vor allem die Entwicklung und Anwendung von Biosensoren und Biochips in der klinischen Diagnostik, der Umweltanalytik und zur Prozeßkontrolle in der Biotechnologie.

## Leben
Frieder Scheller wurde 1942 in Dresden geboren und studierte von 1961 bis 1965 Chemie an der Technischen Hochschule Leuna-Merseburg. Er schloss das Studium mit einem Diplom in Physikalischer Chemie ab und promovierte 1969 an der Humboldt-Universität zu Berlin im Bereich der theoretischen Elektrochemie. Anschließend war er für ein Jahr als Oberassistent am Institut für Physikalische Chemie der Humboldt-Universität tätig, bevor er 1970 an das Zentralinstitut für Molekularbiologie  (ZIM) der Akademie der Wissenschaften der DDR in Berlin-Buch wechselte. Am ZIM wirkte er zunächst als wissenschaftlicher Mitarbeiter, später als Abteilungsleiter und Bereichsleiter und schließlich von 1990 bis 1991 als stellvertretender Direktor des Instituts.
Im Jahr 1980 wurde er auf dem Gebiet der Enzymologie habilitiert, vier Jahre später folgte die Ernennung zum Professor für Biochemie an der Akademie der Wissenschaften. Nach der Umwandlung des ZIM in das Max-Delbrück-Centrum für Molekulare Medizin wechselte er 1993 auf eine Professur für Analytische Biochemie am Institut für Biochemie und Biologie der Universität Potsdam. Dort fungierte er darüber hinaus von Februar 2004 bis Dezember 2006 als Prorektor sowie anschließend bis zu seinem Ausscheiden aus Altersgründen Ende 2007 als Vizepräsident für die Bereiche Forschung und wissenschaftlicher Nachwuchs.
Von 2001 bis 2003 war er außerdem Präsident der Gesellschaft für Biochemie und Molekularbiologie. Seit seiner Emeritierung ist er Honorarprofessor an der Universität Potsdam sowie Seniorwissenschaftler und Leiter einer Arbeitsgruppe in der in Potsdam-Golm ansässigen Außenstelle des Fraunhofer-Instituts für Biomedizinische Technik.
Frieder Scheller ist verwitwet und Vater von drei Kindern.

## Auszeichnungen
Frieder Scheller ist seit 1994 ordentliches Mitglied der Berlin-Brandenburgischen Akademie der Wissenschaften. Er erhielt 1969 für seine Dissertation den Johann-Gottlieb-Fichte-Preis der Humboldt-Universität Berlin, 1987 den Nationalpreis der DDR für Wissenschaft und Technik und 1994 den Karl Heinz Beckurts-Preis.

## Werke (Auswahl)
- Biosensoren. Akademie-Verlag, Berlin 1989 (Lizenzausgabe Birkhäuser, Basel 1989); englische Ausgabe: Biosensors. Elsevier, Amsterdam 1992
- Frontiers in Biosensorics. Birkhäuser, Basel 1997